# Gibelot
Un gibelot est une pièce de bois courbe utilisée dans la marine pour relier l'éperon au corps du vaisseau (appelée aussi « giblet »).